# Powiat Bromberg
Powiat Bromberg (niem. Landkreis Bromberg, Kreis Bromberg; pol. powiat bydgoski) – dawny powiat pruski, znajdujący się do 1920 w granicach rejencji bydgoskiej Prowincji Poznańskiej, a w latach 1939–1945 rejencji bydgoskiej Okręgu Rzeszy Gdańsk-Prusy Zachodnie. Teren dawnego powiatu należy obecnie do Polski stanowiąc część województwa kujawsko-pomorskiego. Siedzibą władz powiatu była Bydgoszcz (niem. Bromberg).

## Historia
Tereny dawnego powiatu w roku 1331 zostały podbite przez zakon krzyżacki i w 1343 po pokoju kaliskim oddane Polsce. Po I rozbiorze Polski w 1772 powiat pod nazwą Kreis Bromberg wszedł w skład Obwodu Nadnoteckiego prowincji Prusy Zachodnie. W 1794 w czasie insurekcji kościuszkowskiej teren powiatu znalazł się pod przejściową kontrolą wojsk polskich. Po pokoju w Tylży obszar przyłączony do Polski. 15 maja 1815 po kongresie wiedeńskim tereny powiatu powróciły do Prus. 1 lipca 1816 utworzono Landkreis Bromberg z siedzibą w mieście na prawach powiatu Bydgoszcz, które do powiatu nie należało. 1 stycznia 1818 Bydgoszcz została włączona do powiatu bydgoskiego, a miasto Kcynia zostało włączone do powiatu szubińskiego. 29 maja 1875 Bydgoszcz ponownie wyłączono z powiatu i stało się powiatem grodzkim (Stadtkreis). 20 stycznia 1920 w wyniku traktatu wersalskiego Bydgoszcz wraz z powiatem bydgoskim przyłączono do Polski, w której przyłączono je do województwa poznańskiego (od 1 kwietnia 1938 województwa pomorskiego). W latach 1939–1945 powiat bydgoski wchodził w skład rejencji bydgoskiej Okręgu Rzeszy Gdańsk-Prusy Zachodnie.